# Senza nessuna pietà
Senza nessuna pietà è un film noir del 2014 diretto da Michele Alhaique, con Pierfrancesco Favino e Greta Scarano.

## Trama
Roma. Mimmo è figlio adottivo della famiglia criminale guidata da Santini, il patriarca. Mimmo e suo cugino Manuel, figlio legittimo del boss, agiscono in modo spietato ed arrogante per tutta la città, ormai terrorizzata dal loro potere. Nonostante tutto però Mimmo, anche se fedele alla famiglia, vorrebbe uscirne e vivere una vita tranquilla e serena. Riceve il compito di portare una escort, Tania, a casa del cugino in vista di un festino ma, invaghito di lei, riesce a portarla via dopo aver colpito Manuel con uno skateboard.

## Produzione

### Riprese
Le riprese del film si sono svolte a Roma e nei dintorni agli inizi del 2014.

## Riconoscimenti
2015 - selezionato in concorso nella selezione Fuori dal giro - Festival del cinema di Porretta Terme

## Distribuzione
Il film è uscito nelle sale giovedì 11 settembre 2014, distribuito dalla BiM Distribuzione.

## Incassi
In Italia, al box office, ha incassato 105.000 euro.

## Critica
La pellicola di Michele Alhaique ha ricevuto il 2,71 su 20 di critica positiva.